# Heteromysis armoricana
Heteromysis armoricana är en kräftdjursart som beskrevs av Nouvel 1940. Heteromysis armoricana ingår i släktet Heteromysis och familjen Mysidae. Inga underarter finns listade i Catalogue of Life.